# Pavliš
Pavliš (izvirno srbsko Павлиш) je naselje v Srbiji, ki upravno spada pod Občino Vršac; slednja pa je del Južnobanatskega upravnega okraja.

## Demografija
V naselju živi 1750 polnoletnih prebivalcev, pri čemer je njihova povprečna starost 38,5 let (37,2 pri moških in 39,8 pri ženskah). Naselje ima 677 gospodinjstev, pri čemer je povprečno število članov na gospodinjstvo 3,30.
To naselje je, glede na rezultate popisa iz leta 2002, v glavnem srbsko.
|  |

| Demografija | Demografija     | Demografija     |
| Leto        | Št. prebivalcev | Št. prebivalcev |
| ----------- | --------------- | --------------- |
|             |                 |                 |
|             |                 |                 |
|             |                 |                 |
|             |                 |                 |
| 1948        | 2356            |                 |
| 1953        | 2300            |                 |
| 1961        | 2246            |                 |
| 1971        | 2188            |                 |
| 1981        | 2137            |                 |
| 1991        | 1999            | 1954            |
| 2002        | 2381            | 2237            |
|             |                 |                 |

| Etnična sestava po popisu iz leta 2002 | Etnična sestava po popisu iz leta 2002 | Etnična sestava po popisu iz leta 2002 | Etnična sestava po popisu iz leta 2002 | Etnična sestava po popisu iz leta 2002 |
| -------------------------------------- | -------------------------------------- | -------------------------------------- | -------------------------------------- | -------------------------------------- |
| Srbi                                   | Srbi                                   |                                        | 1.958                                  | 87,52%                                 |
| Romi                                   | Romi                                   |                                        | 156                                    | 6,97%                                  |
| Madžari                                | Madžari                                |                                        | 58                                     | 2,59%                                  |
| Jugoslovani                            | Jugoslovani                            |                                        | 12                                     | 0,53%                                  |
| Romuni                                 | Romuni                                 |                                        | 10                                     | 0,44%                                  |
| Makedonci                              | Makedonci                              |                                        | 8                                      | 0,35%                                  |
| Muslimani                              | Muslimani                              |                                        | 7                                      | 0,31%                                  |
| Hrvati                                 | Hrvati                                 |                                        | 5                                      | 0,22%                                  |
| Slovaki                                | Slovaki                                |                                        | 3                                      | 0,13%                                  |
| Čehi                                   | Čehi                                   |                                        | 2                                      | 0,08%                                  |
| Bolgari                                | Bolgari                                |                                        | 2                                      | 0,08%                                  |
| Črnogorci                              | Črnogorci                              |                                        | 1                                      | 0,04%                                  |
| Neznano                                | Neznano                                |                                        | 8                                      | 0,35%                                  |